# Temporada do Grêmio Esportivo Juventus de 2020
A temporada do Grêmio Esportivo Juventus de 2020 foi a 54ª de sua história. O  clube de Jaraguá do Sul participou de duas competições no ano: o Campeonato Catarinense e a Copa Santa Catarina.

## Competições

### Resumo das Participações
| Torneio                | Pos\Fas    | Pts | J  | V | E | D | GP | GC | SG | %    |
| Campeonato Catarinense | Semi-Final | 15  | 13 | 4 | 3 | 6 | 17 | 16 | 1  | 38,5 |
| Copa Santa Catarina    | Semi-Final | 8   | 6  | 2 | 2 | 2 | 8  | 8  | 0  | 44,4 |

### Campeonato Catarinense

#### Primeira Fase
Vitória
      Empate
      Derrota
| 23 de janeiro 1ª rodada | Figueirense | 0 – 0 | Juventus de Jaraguá | Florianópolis, (SC)                                                            |  |
| 21:00                   |             |       |                     | Estádio: Orlando Scarpelli Público: 3 678 Árbitro: SC Bráulio da Silva Machado |  |

| 26 de janeiro 2ª rodada | Juventus de Jaraguá            | 3 – 2 | Criciúma                             | Jaraguá do Sul, (SC)                                           |  |
| 16:00                   | Denner 62' · Fabinho 70' 90+4' |       | 8' Rodrigo Milanez · 79' João Carlos | Estádio: João Marcatto Público: 2 070 Árbitro: SC Rafael Traci |  |

| 29 de janeiro 3ª rodada | Chapecoense | 0 – 1 | Juventus de Jaraguá | Chapecó, (SC)                                                                         |  |
| 19:00                   |             |       | 51' Marllon         | Estádio: Arena Condá Público: 2 205 Árbitro: SC Fernando Henrique de Medeiros Miranda |  |

| 3 de fevereiro 4ª rodada | Tubarão                    | 2 – 1 | Juventus de Jaraguá | Tubarão, (SC)                                                                                      |  |
| 20:00                    | Zé Vitor 52' · Gileard 87' |       | 63' Marllon         | Estádio: Estádio Domingos Silveira Gonzales Público: 1 356 Árbitro: SC Luiz Augusto Silveira Tisne |  |

| 8 de fevereiro 5ª rodada | Juventus de Jaraguá    | 2 – 3 | Joinville                                             | Jaraguá do Sul, (SC)                                                |  |
| 16:00                    | Geovane Itinga 15' 40' |       | Fernandinho 19' · Lucas de Sá 21' · Edson Ratinho 55' | Estádio: João Marcatto Público: 3 015 Árbitro: SC Ramon Abatti Abel |  |

| 16 de fevereiro 6ª rodada | Brusque    | 1 – 0 | Juventus de Jaraguá | Brusque, (SC)                                                                           |  |
| 18:30                     | Dandan 64' |       |                     | Estádio: Augusto Bauer Público: 2 243 Árbitro: SC Fernando Henrique de Medeiros Miranda |  |

| 1 de março 7ª rodada | Juventus de Jaraguá | 0 – 0 | Concórdia | Jaraguá do Sul, (SC)                                                |  |
| 16:00                |                     |       |           | Estádio: João Marcatto Público: 1 644 Árbitro: SC Ramon Abatti Abel |  |

| 8 de março 8ª rodada | Avaí                        | 2 – 1 | Juventus de Jaraguá | Florianópolis, (SC)                                                     |  |
| 16:00                | Rildo 8' · Leo Mattos 90+2' |       | Mikael 45+2'        | Estádio: Ressacada Público: 6 757 Árbitro: SC Rodrigo D'Alonso Ferreira |  |

| 15 de março 9ª rodada | Juventus de Jaraguá           | 2 – 0 | Marcílio Dias | Jaraguá do Sul, (SC)                                                       |  |
| 16:00                 | Túlio Renan 12' · Marllon 74' |       |               | Estádio: João Marcatto Público: 1 441 Árbitro: SC Bráulio da Silva Machado |  |

#### Quartas de Final
| 9 de julho Jogo de ida | Juventus de Jaraguá | 1 – 2 | Figueirense           | Jaraguá do Sul, (SC)                                                                  |  |
| 15:00                  | Geovane 81'         |       | 11' Pedro · 27' Diego | Estádio: João Marcatto Público: Portões Fechados Árbitro: SC Bráulio da Silva Machado |  |

| 29 de julho Jogo de volta | Figueirense       | 1 – 4 | Juventus de Jaraguá                         | Florianópolis, (SC)                                                                          |  |
| 21:30                     | Rafael Berger 62' |       | 32' Geovane · 46' Allan · 87' 90+6' Marllon | Estádio: Orlando Scarpelli Público: Portões Fechados Árbitro: SC Luiz Augusto Silveira Tisne |  |

#### Semi-Final
| 2 de agosto Jogo de ida | Juventus de Jaraguá       | 2 – 3 | Brusque                           | Jaraguá do Sul, (SC)                                                           |  |
| 16:00                   | Poffo 45+1' · Fabinho 65' |       | 32' 64' Thiago Alagoano · 41' Edu | Estádio: João Marcatto Público: Portões Fechados Árbitro: SC Ramon Abatti Abel |  |

| 5 de agosto Jogo de volta | Brusque | 0 – 0 | Juventus de Jaraguá | Brusque, (SC)                                                                  |  |
| 19:00                     |         |       |                     | Estádio: Augusto Bauer Público: Portões Fechados Árbitro: SC Ramon Abatti Abel |  |

### Copa Santa Catarina

#### Primeira Fase
Vitória
      Empate
      Derrota
| 14 de janeiro 1ª rodada | Marcílio Dias | 0 – 0 | Juventus de Jaraguá | Itajaí, (SC)                                                                      |  |
| 20:30                   |               |       |                     | Estádio: Hercílio Luz Público: Portões Fechados Árbitro: SC Diego da Costa Cidral |  |

| 17 de janeiro 2ª rodada | Juventus de Jaraguá   | 2 – 1 | Tubarão   | Jaraguá do Sul, (SC)                                                      |  |
| 15:00                   | Jô 36' · Giovanni 71' |       | 75' Vitor | Estádio: João Marcatto Público: Portões Fechados Árbitro: SC Célio Amorim |  |

| 21 de janeiro 3ª rodada | Navegantes                                         | 3 – 2 | Juventus de Jaraguá | São João Batista, (SC)                                                                                  |  |
| 15:00                   | João de Deus 21' · Bruno Meurer 77' · Danilo 90+1' |       | 6', 90' Fabinho     | Estádio: Estádio Municipal Valério Gomes Neto Público: Portões Fechados Árbitro: SC Paulo Roberto Nandi |  |

| 24 de janeiro 4ª rodada | Concórdia         | 1 – 1 | Juventus de Jaraguá | Concórdia, (SC)                                                                                               |  |
| 16:00                   | Gabriel Peres 30' |       | 31' Luccas Brasil   | Estádio: Domingos Machado de Lima Público: Portões Fechados Árbitro: SC Fernando Henrique de Medeiros Miranda |  |

| 27 de janeiro 5ª rodada | Juventus de Jaraguá | 1 – 0 | Joinville | Jaraguá do Sul, (SC)                                                      |  |
| 15:00                   | 58' Erick           |       |           | Estádio: João Marcatto Público: Portões Fechados Árbitro: SC Rafael Traci |  |

#### Semi-final
| 31 de janeiro Jogo único | Joinville                   | 3 – 2 | Juventus de Jaraguá      | Joinville, (SC)                                                                                      |  |
| 19:00                    | 5' Alison · 20' Gustavo 67' |       | Giovanni 27' · Diogo 81' | Estádio: Arena Joinville Público: Portões Fechados Árbitro: SC Fernando Henrique de Medeiros Miranda |  |

## Estatísticas

### Desempenho dos treinadores
| Técnico     | J  | V | E | D | GP | GC | SG | %    |
| ----------- | -- | - | - | - | -- | -- | -- | ---- |
| Jorginho    | 13 | 4 | 3 | 6 | 17 | 16 | 1  | 38,5 |
| Raul Cabral | 6  | 2 | 2 | 2 | 8  | 8  | 0  | 44,4 |
| Total       | 19 | 6 | 5 | 8 | 25 | 24 | 1  | 40,3 |

### Artilharia
| #     | Jogador        | Gols | Campeonato Catarinense | Copa Santa Catarina |
| ----- | -------------- | ---- | ---------------------- | ------------------- |
| 1º    | Marllon        | 5    | 5                      | 0                   |
| 1º    | Fabinho        | 5    | 3                      | 2                   |
| 3º    | Geovane Itinga | 4    | 4                      | 0                   |
| 4º    | Giovanni       | 2    | 0                      | 2                   |
| 5º    | Túlio Renan    | 1    | 1                      | 0                   |
| 5º    | Allan          | 1    | 1                      | 0                   |
| 5º    | Denner         | 1    | 1                      | 0                   |
| 5º    | Mikael         | 1    | 1                      | 0                   |
| 5º    | Poffo          | 1    | 1                      | 0                   |
| 5º    | Jô             | 1    | 0                      | 1                   |
| 5º    | Luccas Brasil  | 1    | 0                      | 1                   |
| 5º    | Erick          | 1    | 0                      | 1                   |
| 5º    | Diogo          | 1    | 0                      | 1                   |
| Total | Total          | 25   | 17                     | 8                   |